# Варнава (Филатов)
Архиепископ Варнава (в миру Станислав (в крещении Вячеслав) Юрьевич Филатов; 21 апреля 1953, Ашхабад) — архиерей Украинской Православной Церкви Московского патриархата, архиепископ Макеевский, викарий Донецкой епархии.

## Биография
Родился 21 апреля 1953 года в Ашхабаде в православной семье. Родители — Юрий Иванович и Зинаида Фёдоровна Филатовы были медицинскими работниками.
В 1974 году семья определилась на место жительства в Абхазию, в город Сухуми, где молодой Вячеслав занимался иконописью, пел в церковном хоре, нёс алтарное послушание.
22 апреля 1976 года был рукоположён в сан диакона митрополитом Сухумским Илиёй (Шиолашвили) в Сухумском Благовещенском кафедральном соборе, с определением служения в этом же соборе.
В 1991 году местом жительства отца Вячеслава становится город Макеевка Донецкой области.
2 мая 1991 года был рукоположён в сан священника епископом Донецким Иоанникием (Кобзевым) в Петропавловском кафедральном соборе города Луганска, определён настоятелем в Иоанно-Кронштадтский храм города Кировское Донецкой области.
В том же году поступил на заочный сектор Киевской духовной семинарии.
1 июня 1993 года был назначен клириком Казанского храма города Макеевки, 8 июня того же года — настоятелем Макеевского Георгиевского собора.
5 января 1995 года пострижен в монашество епископом Донецким Ипполитом (Хилько) в Николаевском кафедральном соборе города Донецка, с именем Варнава в честь апостола от 70-ти Варнавы.
С 22 октября 1995 года по 16 августа 1996 года нёс послушание благочинного Макеевского округа Донецкой епархии.
11 октября 1996 года возведён в сан игумена архиепископом Донецким Иларионом (Шукало).
31 августа 1997 года возведён в сан архимандрита митрополитом Киевским Владимиром (Сабоданом).
С 27 октября 1998 года определён быть членом Епархиального совета Донецкой епархии, а с 25 марта 2002 года — благочинным Торезского округа.
24 января 2007 года определением Священного Синода Украинской Православной Церкви избран епископом Макеевским, викарием Донецкой епархии.
10 февраля 2007 года в Свято-Николаевском соборе Донецка наречён во епископа.
11 февраля 2007 года Георгиевском соборе Макеевки был хиротонисан во епископа Макеевского, викария Донецкой епархии.
29 марта 2007 года решением Священного Синода Украинской Церкви был назначен управляющим новооснованной Бердянской епархией с титулом «Бердянский и Приморский», но уже 18 октября того же года заслушав рапорт митрополита Донецкого Илариона о назначении викарного епископа, Синод Церкви принял решение о возвращении владыки Варнавы на Макеевскую викарную кафедру.
21 апреля 2013 во вниманию к усердным трудам и в связи с 60-летием со дня рождения удостоен Патриархом Кириллом ордена преподобного Серафима Саровского 2 степени.
28 августа 2014 года возведён в сан архиепископа.